# 암도진창
암도진창(暗渡陳倉)은 삼십육계 중 제8계이다. “아무도 모르게 진창을 건넌다”는 뜻이다.

## 본문
시지이동, 이기정이유주. 익동이손.
示之以動、利其静而有主。益動而巽。
위장을 적에게 나타내 공격의 주력을 숨긴다. 그리고 그 사이 신속하게 움직인다.

## 사례
본래 「명수잔도, 암도진창(明修桟道、暗渡陳倉)」으로서 파촉의 잔도를 수리하는 척 하면서 진창을 통해 삼진왕 장한을 기습한 한신의 고사에서 비롯되어 위장공작이 수반되는 기습전략을 말한다.
암도진창은 성동격서와 비슷한 것 같지만 성동격서는 여러 목표에 대한 공격을 통해 진짜 공격 목표를 노출시키지 않는 것이 목적인 반면, 암도진창은 위장공작에 해당하는 「명수잔도」를 통해 공격의 사작 자체를 적에게 들키지 않는 것이 주 목적이다.
진나라가 멸망한 뒤 기원전 206년 유방은 항우에 의해 현재의 섬서성 파촉 땅의 한왕으로 분봉되었다. 유방은 항우의 거점인 관중에 진군할 의도가 없음을 과시하기 위해 친링산맥의 절벽을 따라 설치된 목조 가도, 소위 "파촉잔도"를 불살라 버렸다. 유방의 신하가 된 한신은 항우가 반란 평정을 위해 각지를 전전하게 된 것을 기회로 대규모 인부를 동원하여 파촉잔도를 수리하기 시작했고, 동시에 비밀리에 산맥을 크게 우회해 진창에서 관중을 기습하는 작전을 입안하여 실행에 옮겼다. 장한은 장대한 파촉잔도를 수리하고 있을 한군이 기습을 할 줄은 꿈에도 생각지 못했고, 한신에게 토벌되었다. 이를 환정삼진(還定三秦)이라 하며, 한의 천하 통일의 전주곡이 되었다.
실패 사례로는 삼국시대 촉나라의 강유가 등애에게 양동을 간파당해 격퇴된 사례가 있다.